# Peloton (wielrennen)

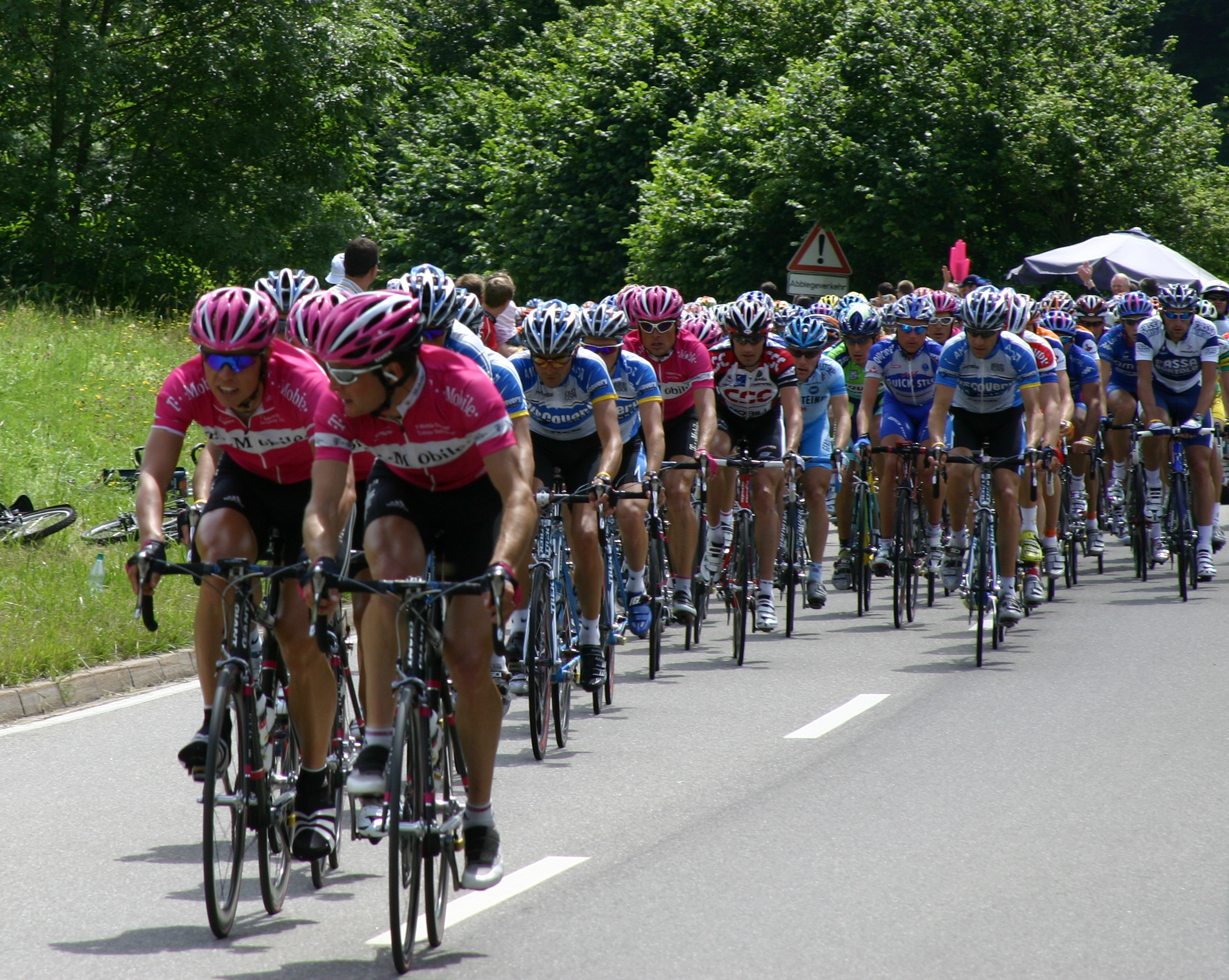
Het peloton tijdens de Ronde van Frankrijk 2005.

Met de aanduiding peloton wordt in het wielrennen de grote groep wielrenners bedoeld zoals die aan de wedstrijd begonnen is. Door te demarreren kan een renner voorsprong nemen op het peloton. Door pech, of wanneer het tempo te hoog is, komt een renner op achterstand; hij wordt dan gelost uit het peloton. De hoofdreden voor het vormen van een peloton is het besparen van energie, doordat de renners elkaar uit de wind houden. Demarreren is hierdoor een zeer energie-intensieve actie die met beleid en op het juiste moment moet worden uitgevoerd. Ook gelost worden is hierdoor ongewenst en het is voor een geloste wielrenner zaak om zo snel mogelijk weer aansluiting te vinden. Het komt dan ook regelmatig voor dat een koploper of kopgroep door dit aerodynamische nadeel het uiteindelijk niet meer volhoudt en door het peloton wordt ingehaald.
Binnen een peloton zullen na verloop van tijd de renners die aan kop rijden terugvallen naar achteren, waarna anderen de kop overnemen. Hierdoor wordt de vermoeiende koppositie met regelmaat afgelost. De wielrenners werken hierin min of meer samen omdat ze er allemaal voordeel bij hebben, ook al zijn ze elkaars tegenstanders.
Verder zullen teams geneigd zijn samen te clusteren om elkaar zo goed mogelijk te kunnen helpen en het peloton als geheel te kunnen beïnvloeden. Een teamlid kan bijvoorbeeld demarreren waarna de rest aan kop van het peloton gaat rijden om dit enigszins af te remmen. Ook vormen teamleden soms een beschermende haag om hun sprinter heen zodat hij zo min mogelijk kracht verliest, waarna hij zich volledig op de eindsprint kan storten.
Voor een individuele rijder is een positie voor in het peloton voordelig. Hij is hierdoor in een betere positie om op veranderingen te anticiperen. Bovendien is het risico bij een valpartij kleiner omdat er minder andere wielrenners zijn die moeten worden ontweken en een grotere kans dat een eventuele valpartij achter de wielrenner plaatsvindt. Uiteraard is de uitgangspositie in de kop van het peloton voordeliger wanneer men zelf wil demarreren.
Het grote nadeel van het vormen van een peloton is het risico op valpartijen. Deze kunnen sneller voorkomen omdat de wielrenners zo dicht op elkaar fietsen en snel op wijzigingen (bochten, snelheid, etc.) moeten inspelen. Ook zullen er meer wielrenners bij een valpartij betrokken zijn omdat de achteropkomende wielrenners de vallende wielrenner maar moeilijk kunnen ontwijken. De lelijkste valpartijen vinden plaats binnen een peloton waarin meerdere wielrenners en hun fietsen met hoge snelheid over elkaar heenvallen.
Afhankelijk van het wedstrijdverloop kan het peloton breken en in meer dan één groep uiteenvallen. Men spreekt in dat geval dan wel van een tweede of derde peloton. Met name in heuvel- of bergetappes vallen pelotons nog weleens uiteen, omdat aerodynamica een minder grote rol speelt en samen rijden dus niet langer voordelig is. Bovendien raken renners in de zware etappes sneller achterop. Het ook mogelijk dat een enkeling of een kopgroep zich uit het peloton losmaakt. Wanneer dit niet het geval is of de koplopers ingehaald worden, kan er bij de finish een massasprint ontstaan.
De term peloton wordt soms ook gebruikt om de hele beroepsgroep wielrenners mee aan te duiden, in plaats van een specifieke groep in een wedstrijd.
Naast wielrennen wordt de term ook gebruikt in andere individuele sporten waarbij in groepen gestart wordt. Voorbeelden hiervan zijn het marathonschaatsen en skeeleren, maar ook in de wandelsport komt men de term peloton tegen.
De oorsprong van de term peloton ligt in de krijgsmacht, waar peloton een krijgseenheid aanduidt.